# 이양하
이양하(李敭河, 1904년~1963년)는 대한민국의 영문학자이자 수필가이다.
평남 강서에서 출생하였으며, 1923년 평양고등보통학교 졸업하고 1927년 일본제삼고등학교(第三高等學校), 1930년 동경제국대학 영문과 졸업, 1931년 동 대학원 수료하였다. 1934년부터 연희전문학교 교수로 있으면서 논문과 수필을 발표하였다. 서울대 문리대 교수로 있다가 1950년 미국으로 건너가 하버드 대학 대학원에서 2년간 영문학을 연구하였다. 1953년 미국 학술원의 초청으로 예일 대학 언어학부에서 마틴 교수와 함께 《한영사전》을 편찬했다. 서울대학교 문리과대학장을 지냈으며, 1954년 학술원 회원이 되었다. 저서로 《이양하 수필집》 등이 있다.

## 작품
- 〈송전풍경(松田風景)〉(1939)
- 〈내 차라리 한 마리의 부엉이가 되어〉(1949)
- 〈마음과 풍경〉(1956)
- 〈조지 호반에서〉(1956)
- 〈내가 어질다면〉(1957)
- 〈미국병정〉(1957)
- 〈삼면경(三面鏡)〉(1958)
- 〈사람의 마음이 어찌 그럴 수 있습니까?〉(1958)
- 〈조춘삼제(早春三題)〉(1958)
- 〈십년연정(十年戀情)〉(1958)
- 〈미스터 모리슨 Mr. Morison〉(1959)
- 〈백조의 노래〉(1943)
- 수필집 《이양하 수필집》(1947)
  - 〈봄을 기다리는 마음〉
  - 〈신록예찬〉
  - 〈내가 만일 다시 대학생이 된다면〉
  - 〈프루스트의 산문(散文)〉
  - 〈페이터의 산문(散文)〉
- 《나무》(1964)
- 〈루소와 낭만주의〉(1940)
- 〈제임스 조이스〉(1941)

## 평가
피천득(皮千得) 등과 함께 램(Lamb, C.) · 베이컨(Bacon, F.) 등 정통적 유럽식 수필을 도입, 본격적으로 에세이를 발표하였다. 그의 수필은 종래의 신변잡기적 · 주관적 제재에서 벗어나 생활인의 철학과 사색이 담긴 본격 수필을 시도하였으며, 〈나무〉(1964) 등의 작품은 그의 수필문학사상 주요한 평가를 내리고 있다.
또한 영문학자로서 리처즈(Richards, I.A.)의 《시와 과학》(1947)을 번역하여 이 땅에 리처즈의 문학이론을 최초로 소개하는 한편, 권중휘(權重輝)와 함께 《포켓영한사전》(1954)을 펴내어 영미어문학 보급에 기여하였다.

## 대표 작품
- 신록예찬

신록을 대하고 있으면, 신록은 먼저 나의 눈을 씻고, 나의 머리를 씻고...(중략) 다음에 나의 마음의 모든 구석구석을 하나하나 씻어 낸다.

이양하는 시적 대상을 직관적 상상력으로 그 의미를 확대하여 자연을 인생과 대응하면서 수필을 통찰과 달관의 관조의 미학으로 승화시키고 동양적인 직관의 미학을 정립하고 있다. 「신록예찬」은 신록의 신선한 아름다움, 나의 생활과 신록의 의미, 초록에 비치는 찬탄 등의 3단계의 구성으로 된 수필로, 자연에 몰입하여 인생을 관조하는 동양적 직관을 잘 구사하였고, 간결하고도 운율적인 문장으로 표현하고 있다.
- 나무

나무는 훌륭한 견인주의자(堅忍主義者)요, 고독의 철인(哲人)이요, 안분지족(安分知足)의 현인(賢人)이다.

견인주의란 욕망 따위를 의지의 힘으로 참고 억제하려는 태도를 일컬으며 안분지족은 편안한 마음으로 제 분수를 지키며 만족함을 뜻한다. 주어진 자리에서 묵묵히 고독을 견디면서 하늘이 준 분수에 맞게 최선의 삶을 살며 거기에 대해 감사하는 나무의 생태를, 성자나 철학자의 모습에 비견하여 예찬하고 있다.

## 같이 보기
- 피천득